# آرام‌روها
آرام‌روها (نام علمی: Aramus) تنها سردهٔ موجود از خانواده آرامیدها است. مرغ لنگان (Aramus guarauna) تنها عضو زنده این گروه است، اگرچه گونه‌های دیگری مانند Aramus paludigrus از میوسن میانی از آثار فسیلی شناخته شده‌اند.